# Metrobus (Caracas)

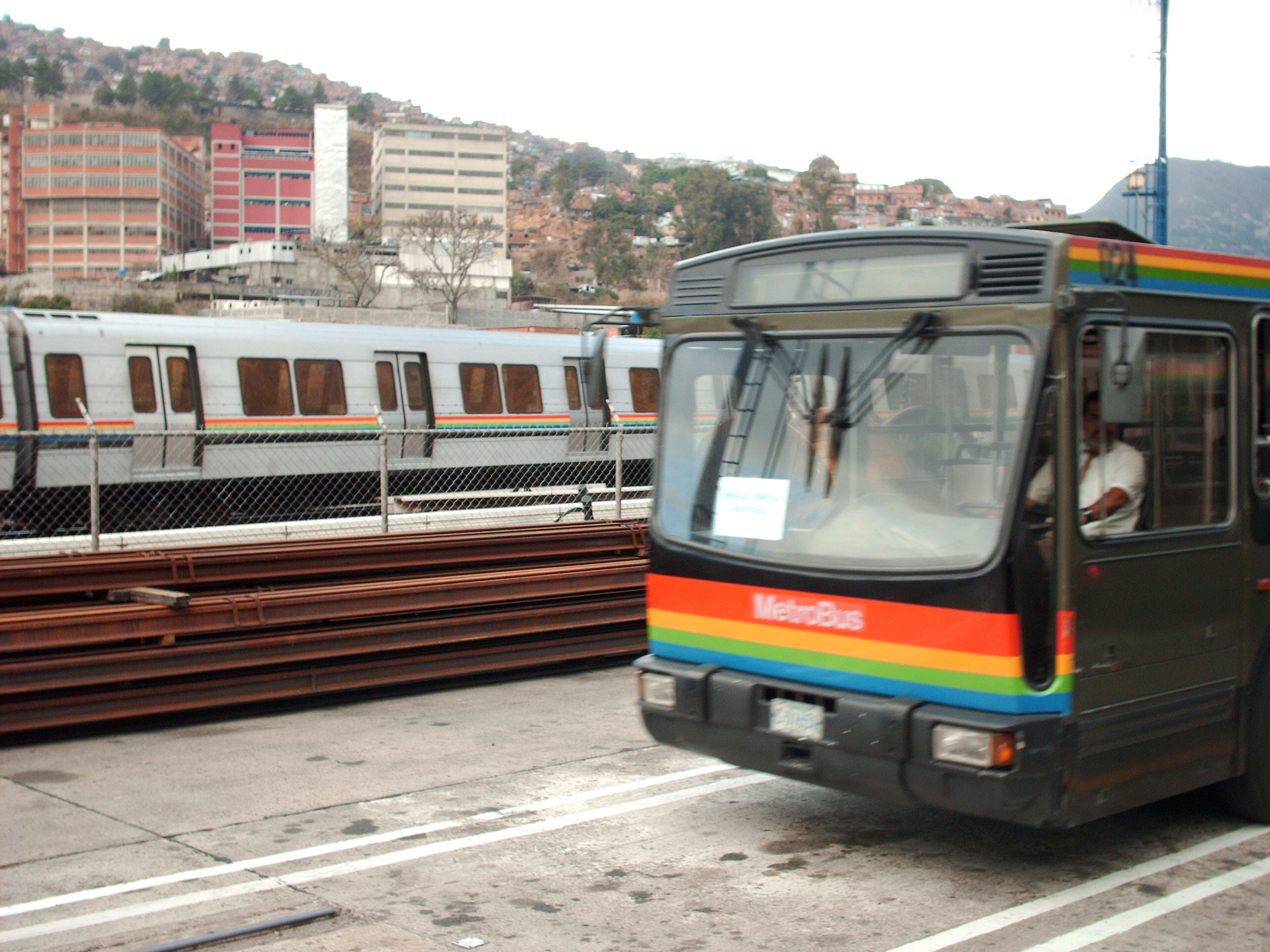
Autobus jednej z linii Metrobusów obok pociągu metra

Metrobusy w Caracas (hiszp. Metrobús) - system BRT działający w Caracas w Wenezueli. System ten posiada ponad 34 linie.